# 박찬종 (사회학자)
박찬종은 대한민국의 마르크스주의 사회학자이다. 2020년 3월부터 광운대 인제니움대학의 조교수로 재직중이다. 2022년부터 충남대학교 사회학과 교수로 재직중이다.

## 경력
- 고려대학교 사회학과 학사
- 2003년 서울대학교 대학원에서 석사학위 취득.[1]
- 서울대학교 사회학과 박사 학위 취득(2014년)
- 대학생 시절에는 스스로를 균형잡힌 자유주의자로 이해했으나, 대학원에서 공부하면서 마르크스주의로 전향.

## 논문
- <한국 부채경제의 정치경제적 영향에 관한 연구 : 국가, 금융, 기업 관계를 중심으로> ,2014 (서울대학교 사회학과 박사 학위 논문)
- 〈마르크스 계급이론의 재해석: 자본주의의 역사적 변화를 중심으로〉,2003 (서울대학교 사회학과 석사 학위 논문)
- 〈보건의료의 금융화와 사회운동의 대응〉, 《보건의료: 사회 ․ 생태적 분석을 위하여》, 공감, 2006
- 현재‘자본주의의 금융화와 계급’이라는 주제로 연구하고 있다.

## 저서
- 《새로운 공동체를 위한 운동: 공산주의 선언》, 아이세움

마르크스와 엥겔스가 쓴 공산당 선언을 알기 쉽게 쓴 마르크스주의 입문서이다. 마르크스가 살던 사회적 배경, 공상적 사회주의, 봉건적 사회주의, 쁘띠 부르주아 사회주의, 사변적 사회주의같은 사회주의들의 조류, 왜 공산주의 국가들이 몰락한 지금에도 마르크스주의를 공부해야 하는 이유, 신자유주의를 마르크스주의 사회학자의 지성으로 설득력있게 설명하고 있다. 저자는 마르크스는 말만 하는 이론가가 아닌, 사회주의 운동에 참여한 실천가였으며, 마르크스가 살던 시대의 자본주의의 구조적인 문제들이(아동노동, 노동자를 기계로 여기는 비인간화 등) 지금도 존재한다는 사실을 근거로 마르크스주의는 구시대적인 이론이 아닌, 자본주의 사회의 가장 진보적인 이론임을 주장한다.